# Kustosz koronny
Kustosz koronny (łac. custos Regni) – urzędnik powołany do strzeżenia skarbca I Rzeczypospolitej, tzn. insygniów królewskich i najważniejszych dokumentów państwowych.
Z urzędnika marginalizowanego, czy nawet zbędnego stał się istotnym w roku 1596, kiedy przenoszono stolicę z Krakowa do Warszawy, a skarbiec pozostawiono na Wawelu. Kustosz stał się wtedy odpowiedzialny za całość skarbca.
Jan III Sobieski dodał mu do pomocy dwóch pisarzy powoływanych spośród kanoników krakowskich. W 1776 włączono go w poczet dygnitarstw koronnych, jednak z bardzo dalekim miejscem w drabinie hierarchicznej.
Kustosz koronny powoływany był przez prałatów i kanoników krakowskich z ich własnego grona. Przyznanie duchownym tego prawa wynikało z trzech czynników – cieszyli się oni większym zaufaniem, przebywali stale na miejscu, insygnia koronne traktowano jako rzeczy poświęcane.
Kustosze spełniali pokładane w nich nadzieje o czym mogą świadczyć następujące przypadki:
- w roku 1697 kustosz koronny odmówił wydania insygniów na koronację Augusta II, nie wybranego większością.
- w roku 1733 kustosz wywiózł insygnia do kryjówki w Warszawie by uniemożliwić koronację narzuconego narodowi Augusta III.
- w roku 1795 kustosz odmówił otwarcia skarbca Prusakom, co uczynił dopiero wezwany przez nich ślusarz.

Kustosza posiadała również Litwa. Jego zadaniem było strzeżenie archiwum i skarbca Wielkiego Księstwa Litewskiego.